# Spada dell'islam

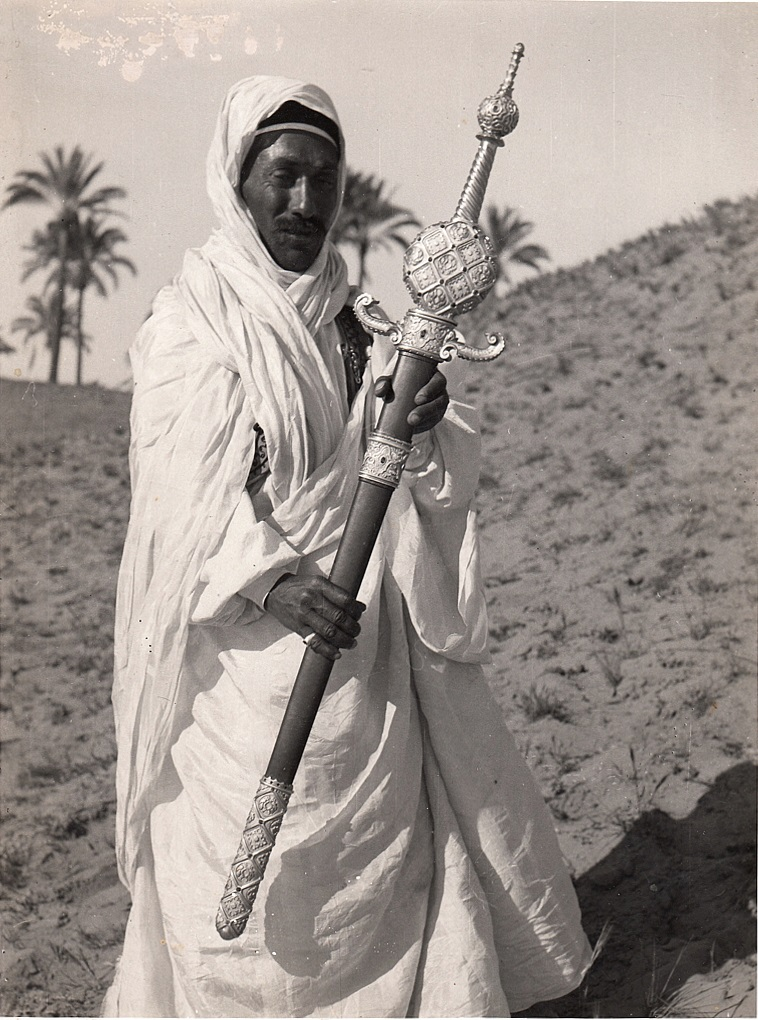
La spada dell'Islam

La spada dell'islam (in arabo سيف الإسلام‎?, Sayf al-Islām) era un'arma bianca cerimoniale donata nel 1937 a Benito Mussolini in qualità di protettore dell'islam (in arabo حامي الإسلام‎?, Hāmī al-Islām) da un capo berbero leale al governo italiano.

## Storia
Nel 1934, a seguito della nascita della Libia italiana, Mussolini avviò una politica di incoraggiamento nei confronti della religione islamica, definendo le popolazioni locali "musulmani italiani della quarta sponda d'Italia", facendo costruire o restaurare moschee e scuole coraniche, approntando strutture di assistenza per i pellegrini diretti alla Mecca e facendo anche aprire a Tripoli la Scuola Superiore di Cultura islamica.
Dietro l'apparente intento umanitario, il fascismo e alcuni settori del mondo islamico riconoscevano Francia e Regno Unito come nemici comuni e il duce voleva sfruttare tale fattore a proprio vantaggio. Questa comunanza di intenti era generata dall'avversione agli accordi sanciti dal trattato di Versailles del 1919, dominato da Stati Uniti d'America, Regno Unito e Francia i quali non avevano soddisfatto pienamente né le richieste avanzate dall'Italia, né quelle del mondo islamico.
Al fine di guadagnarsi il favore degli arabi e di suggellarne l'alleanza, Mussolini, benché firmatario dei Patti Lateranensi con la Chiesa, decise di farsi conferire il titolo di protettore dell'islam. Secondo l'interpretazione del duce, essendo subentrato in Libia il governo italiano al posto di quello ottomano, tale titolo gli spettava di diritto in quanto, in qualche modo, erede dell'autorità del califfo.
Il 20 marzo 1937, nei pressi di Tripoli, Mussolini ricevette da Yusef Kerbisc, un capo berbero sostenitore dell'occupazione italiana contro la resistenza libica, la spada dell'islam durante una sontuosa cerimonia. Dopo essere entrato a Tripoli fra salve di cannone e alla testa di una schiera di 2.600 cavalieri, il duce ribadì la sua vicinanza alle popolazioni musulmane, garantendo loro «pace, giustizia, benessere e rispetto delle leggi del Profeta».
Nonostante l'approvazione da parte dei media di regime, la cerimonia suscitò ilarità fra la popolazione italiana per via dei suoi connotati assurdi e paradossali. Una delle fotografie dell'evento, raffigurante Mussolini in sella a un cavallo tenuto per la cavezza da un palafreniere, nella sua versione ufficiale fu ritoccata e pubblicata cancellando il palafreniere, in modo da dimostrare che il duce era in grado di condurre la propria cavalcatura senza l'aiuto di nessuno. Il dettaglio è spesso citato come uno fra gli esempi più rappresentativi dell'arte della falsificazione invalsa nei regimi totalitari.
L'anno successivo venne inaugurato nella piazza principale della capitale libica un monumento equestre in onore di Mussolini, il cui basamento recitava: «A Benito Mussolini pacificatore delle genti redentore della terra di Libia le popolazioni memori e fiere dove fiammeggiò la spada dell'Islam consacrano nel segno del Littorio una fedeltà che sfida il destino».
La spada, decorata con arabeschi, dotata di una lama dritta a doppio filo e con elsa e fregi in oro massiccio, era stata realizzata dalla ditta artigiana Picchiani e Barlacchi di Firenze su ordine dello stesso Mussolini. Dopo il 1937 non venne più utilizzata e fu custodita in una teca di vetro a Rocca delle Caminate, residenza estiva del duce.
Del prezioso oggetto non si ebbero più tracce dopo il 25 luglio 1943, quando la Rocca venne devastata e saccheggiata dagli antifascisti.